# Raquel Tavares

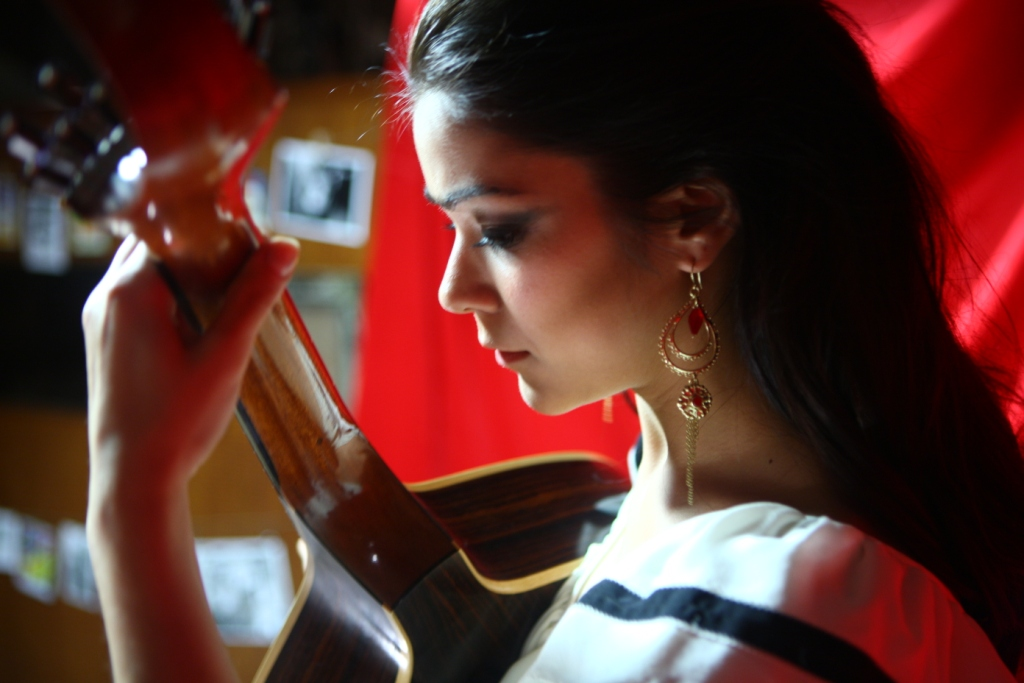
Raquel Tavares

Raquel Tavares (* 11. Januar 1985 in Lissabon) ist eine Fado-Sängerin.

## Werdegang

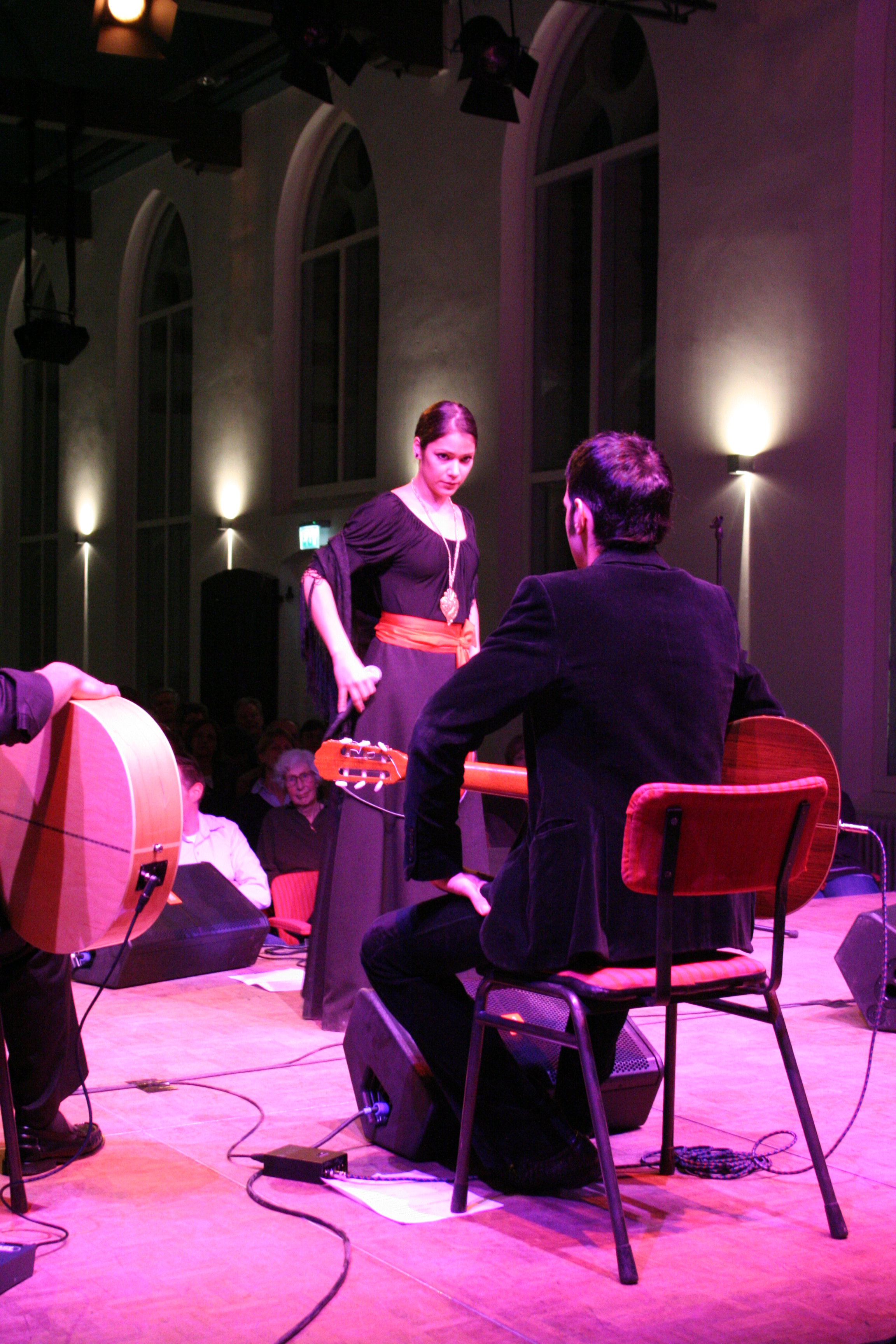
Raquel Tavares in Utrecht 2008

Im Alter von 12 Jahren gewann sie die Grande Noite do Fado. Ihre Gastspiele in den folgenden Jahren führten sie auch nach Frankreich, Italien, Spanien, Griechenland, Holland, Argentinien, Uruguay und nach Chile. Ihr Debütalbum wurde 2006 mit dem Preis für die beste Neuentdeckung von der Stiftung Amália Rodrigues ausgezeichnet.
2004 spielte sie in einer Nebenrolle eine Fado-Sängerin im Film „O Milagre segundo Salomé“ von Mário Barroso, und sie nahm 2007 mit einem Lied teil am CD- & DVD-Tribut-Projekt für den Protestlied- und Fado de Coimbra-Sänger Adriano Correia de Oliveira.
Sie lebt im traditionellen Lissabonner Viertel Alfama, in dem auch das Fadomuseum und Fado-Lokale wie der Clube de Fado liegen. Diesem Viertel widmete sie ihr zweites Album.

## Diskografie
- 1999: Porque Canto Fado
- 2006: Raquel Tavares
- 2008: Bairro
- 2016: Raquel
- 2017: Roberto Carlos por Raquel Tavares